# Prunus skutchii
Prunus skutchii là loài thực vật có hoa trong họ Hoa hồng. Loài này được I.M. Johnst. miêu tả khoa học đầu tiên năm 1938.